# 北野ファンクラブ
『北野ファンクラブ』（きたのファンクラブ）は、1991年2月14日から1996年3月23日まで放送されていたイースト・フジテレビ共同制作の深夜バラエティ番組である。キー局であるフジテレビでは土曜未明（金曜深夜）に放送され、本番組開始の2ヶ月前に終了したニッポン放送の深夜ラジオ番組『ビートたけしのオールナイトニッポン』のテレビ版かつ後継ともいえる番組である。
番組当初からのコンセプトは「たけしのたけしによるたけしのためのテレビ。」オールナイトニッポン同様「ビートたけし解放区」として、たけしのやりたい事だけで企画構成され「深夜なんだから（放送内容が）嫌なら見なければイイ」ということで制作していた。
ビデオソフト『北野ファンクラブ会報』VHSが2本（過去の放送の名場面+未放送シーンを取り上げたもの）、単行本『北野ファンクラブ』（北野武・監修、高田文夫・編著、フジテレビ出版、「北野ファンクラブ会員証」のおまけ付き）が発売されており、2007年11月21日には3枚組DVD-BOXが発売され、それ以降もDVD蔵出しとして追加3枚が発売された。
たけしがフジテレビ系列でレギュラー番組を持つのは1990年9月に終了した『たけしのここだけの話』（関西テレビ制作）以来となり、フジテレビ制作でのレギュラー番組は『オレたちひょうきん族』の終了以来となる。
本番組終了後も、たけしメインのフジテレビ系深夜番組は番組内容・タイトル・放送時間を変えながら、2013年9月23日まで実質22年半に渡って放送された。

## 概要
本番組は『オールナイトニッポン』同様、ビートたけしと高田文夫をパーソナリティに迎え、直近の時事問題から深夜放送ならではの下ネタまで幅広いジャンルから毎回話題を取り上げて爆笑トークを展開した。
後にたけしは本番組を高田文夫と『オールナイトニッポン』の同窓会的に名残として始められた番組だったと述べている。「オールナイトのテレビ版を作れないか?」とイーストの吉田宏に相談し、『オールナイトニッポン』を制作するニッポン放送の系列のテレビキー局であるフジテレビに提案し、イーストの番組を企画編成担当する鈴木哲夫
と深夜帯の編成部長 (当時) の高橋松徳が快諾、まず特番枠で制作し視聴率と評判が良かったので結果レギュラー化した。
一般的にテレビ番組は2本撮りで収録することが多いが、ネタとして時事問題をトークで扱う性質上、毎回放送日の3日前の火曜日に収録し、ディレクターがすぐに編集する形式で番組が作られていた。これにより収録スタジオのレンタル料が嵩み、更に広告費収入の安い深夜番組のため、通常の番組よりもかなりの低予算で制作され、出演者のギャランティも他番組に比べ破格の安さだった。そのためセットも最小限に留められ、「北野」の印判をイメージしたパネルとテーブル、その上に東京スポーツや週刊誌、黒板数枚、番組中期まではそれに加えて床面に敷かれたミステリー・サークル風の大きく描かれた模様パネルだけという地味なものであった。また「コントコーナーの小道具があまりにも安っぽすぎる」ということで美術スタッフの丸山覚と菊地誠&衣裳の高野知子を交えて座談会を行った際に、小道具のダイナマイトの制作費がわずか30円というテレビ番組の経費とは到底思えない低価格で制作したことが暴露されている。この極端な低予算ぶりは、たけしが番組内で「深夜で本当に予算が無い番組はこの番組と『姫TV』だ」と発言するほどだった。
また番組内ではたけし軍団出演による、海パン一丁や全裸姿のキャラが登場するコントや、当時の人気番組をパロディー化したゲーム、亀有ブラザーズ（たけし、ガダルカナル・タカ、つまみ枝豆、グレート義太夫）の生バンドによる下ネタを絡ませた替え歌コーナーが人気を呼んだ。放送数か月で、髪型もオールバックから、ボッチャン刈りに戻している。
放送作家の堀江利幸は、素人時代に当番組の企画募集のハガキを出した際に放送作家志望と明記した事からスタジオ収録の見学に呼ばれ、その際ダンカンからそーたにやおちまさとを紹介してもらい面識を持ったことがきっかけで、その後二人が所属していたテリー伊藤が代表を務める制作会社のロコモーションへ紹介してもらい、『天才・たけしの元気が出るテレビ!!』の放送作家となる事が出来たという。また、おちまさとの母親が特番第1回目の放送後に読売新聞のラジオ・テレビの投書欄に本番組を絶賛する内容を投稿し紙面に掲載された事があった。
こういった志向が功を奏し、コアなたけしファンにとどまらず夜型生活の若者たちの間で一気に人気が広まる。人気深夜トーク番組の「東西の雄」として、『鶴瓶上岡パペポTV』（読売テレビ）と比較されることも少なからずあった。
最高視聴率は、深夜枠レギュラー番組としては当時異例中の異例ともいえる7.9%であった。また当番組は、テレビ業界のみならず、各マスメディアからたけしの動向や発言が注目される事から一般視聴率だけでなく「業界視聴率」も極めて高い番組だった。
当番組のトークやコントは1994年12月30日放送の特番『たけし大全集'94 たけしが愛した101人』で再編集放送された。
近畿地区では本来のフジテレビ系列である関西テレビがネットしておらず、独立UHF放送局であったKBS京都やサンテレビ、テレビ和歌山が放送されていたが、そのうちKBS京都では一時期水曜の22時から放送されていた時期があり、これを知ったたけしが番組中のトークで「こんな危ない番組をゴールデンタイムに放送しているバカな放送局がある」などといった発言をしたことがあり、それを知ってか知らずか、半年後にはKBS京都での放送時間も23時半からの放送に変更された（それでも深夜番組としては早い方の部類に入る）。
放送回数はレギュラー化する1991年4月12日以前の2月13日と3月6日（両日共に水曜深夜特番枠TV-PLUS+90内）と4月5日（レギュラー放送開始1週前特番）に放送された90分スペシャルを含めて、全232回（レギュラー放送225回＋90分スペシャル7回）。他に1992・1993年の25時間（1993年は23時間）平成教育テレビ内で『たけしの平成ファンクラブスペシャル』と題して2回生放送を行った。
収録はほとんどが渋谷ビデオスタジオで行われていたが、ニッポン放送のスタジオや船の科学館、神立高原スキー場、逗子湘南海岸などで行われたこともある。『平成教育テレビ』での特別放送『たけしの平成ファンクラブスペシャル』の時は、河田町に当時存在したフジテレビの本社で行われ、多数のスタッフと予算をかけた美術セットや普段より台数の多いカメラとクレーンに対し、たけしがイヤミを言ったこともある。反面『平成教育テレビ』での特別放送では、普段の視聴者のみならず、一般人も多数視聴しており、過激な発言や替え歌にクレームが殺到した。
たけしがバイク事故で入院しテレビ出演できなかった期間も、高田とたけし軍団が当番組を支えた。テレビ情報誌によると、1994年10月12日の21時 - 22時54分に当番組主要出演者・スタッフで『ビートたけし被害者の会』という特番を放送する予定だったが、諸般の事情で取り止めとなった。1995年3月にたけしが復帰し番組も元の形態に戻ったが、これ以降たけしは精彩を欠くようになり、翌1996年3月に番組は終了した。
本番組終了後も、同じくたけし・高田の司会による『北野富士』や、たけし軍団や女性タレントがトークに加わった『足立区のたけし、世界の北野』と題されたビートたけしメインの深夜番組が継続して放送された。また1993年10月に当番組のゴールデンタイム版として『ビートたけしのつくり方』が半年間放送された。さらに当番組シリーズから派生したものでスカパーで開局した『北野チャンネル』（後のフジテレビ721→フジテレビONEの『チャンネル北野』、『ビートたけしの世紀末毒談』→『ビートたけしの21世紀毒談』）やBSフジの『たけしの等々力ベース』。他に兄弟番組扱いとして、高田が司会兼企画監修、当番組演出のつきざわけんじと編集の井戸清、出演に浅草キッドの『たまにはキンゴロー』『夜鳴き弁天』『ピロピロ』などもある。
なお、番組終了から18年半後の2014年10月17日深夜に当番組が特別番組で復活。番組タイトルは『たけしのダンカン馬鹿野郎!!』と改訂して、放送曜日と時間も当番組とほぼ同じ時間で放送された。出演者はたけし、ダンカン、玉袋筋太郎、〆さばアタル（旧芸名は雨空トッポ）、アル北郷、ビートきよしの6人。当番組からの同じスタッフは企画者のたけしと吉田宏プロデューサー、構成のダンカン、音効の有馬克己、美術の高松浩則の5名が参加した。

## 使用楽曲と音声について
番組のオープニングテーマ曲は美空ひばりが歌う「STARDUST」。エンディングテーマ曲は、番組初期は1クールごとに変わり、鈴木結女「PART OF LIFE」や藤原久美「卒業の朝」、杉山清貴「青空が目にしみる」「夏服最後の日」、林哲司「悲しみのメモリー」等。また、森田浩司「愛のX」、TWIN FIZZ「BODY」、KAZZ（川上和之）「青空に追いついて」などトライアングル・プロダクション所属のアーティストが歌うものが多かった。さらに遊佐未森「恋かしら」もエンディングテーマとして使われる予定があったが、アーティストと番組のイメージが合わないという理由で実際には使われなかった。
レギュラー化前の90分スペシャル時のエンディング曲は、THE HONNYDRIPPERSの「YOUNG BOY BLUES」が使用されていた。
1993年6月以降では、たけし自身が作詞をし歌った「嘲笑」（玉置浩二作曲）がエンディングで長く使用された（その直前まで使用されていたB・N・O・Tの「愛さなくていいから」は、ハガキ募集のジングルに変更された）。たけしがバイク事故から復帰した番組末期には「浅草キッド」や「たかをくくろうか」、「夜につまづき」、「捨てきれなくて」、「眠れない君が欲しい」、「CITYBARD」、「東京子守唄」、「ハードレインで愛はズブヌレ」、「四谷三丁目」、「バーボンEXPRESS」などたけしが過去にリリースした曲もエンディングで使われていた。番組の最終回の最後は、たけしが「浅草キッド」をフルコーラスで歌いスタジオから去っていく後姿の後にオープニングタイトルの「STARDUST」が流れ番組が終了する演出がなされた。
北野ファンクラブビデオ会報1・会報2にて使用されているスタッフロールの曲は、92年1月の番組放送時で使用されたエンディングテーマ、杉山清貴の「LOVE IS YOU」。また、一度だけ使用されたエンディングテーマには、尾崎豊「LONELY ROSE」、鈴木結女「TELL ME」「強さの意味」、SING LIKE TALKING「Steps of love」、藤原久美「純愛」、五十嵐はるみ「LONELY NIGHT」、加瀬邦彦＆ザ・ワイルドワンズ91「ワン・モア・ラヴ」、つのだ☆ひろ「メリージェーン」、岩崎宏美「そばにおいて」、山下達郎「クリスマス・イブ 英語版」等がある。たけしが事故で休養中に、軍団がたけし全快祈願のために四国八十八ヶ所巡礼旅に出た回では、ダンカン作詞・義太夫作曲の「ひとつの夏」という曲を作り第161回に義太夫がエンディングで歌った。また亀有ブラザースがマヒナスターズ特集をしていた時期だけエンディング曲に「泣かないで」と「お百度こいさん」が使用されていた。
『たけし大全集'94』のエンディング曲はQUEENの「ボヘミアンラプソディ」が使用された。
コント「暫定ドラマ　びっくり仮面」のコーナータイトルバックのテレビ放送時のBGMにはアニメ『聖闘士星矢』のアスガルド＆海皇ポセイドン編で使用されていた音楽から「地球戦士フリルマン」に乗り変わって使われていた。
たけし復帰直前から最終回直前までのジングル（ハガキ募集のインサート）には、佐藤竹善の「STARDUST」が使用された。
よく使われた効果音は音響効果担当の有馬克己が当番組や『たけし・逸見の平成教育委員会』等の他番組でも使用していた『アッセンブル・インサート』のサウンドトラックから使われた物が多い。
この番組の音声は、放送開始当初からステレオ放送であったが、番組中期頃まではスタジオ内音声をモノラルで収録していた。その為、『亀有ブラザーズ』などの替え歌コーナーも、長らくモノラル放送（モノステレオ放送）であった。この手法は、後に家庭用ビデオレコーダーのCMカット機能防止が目的と考えられる一部のバラエティ番組に活用されることとなっていった。なお、1993年11月5日放送分からはスタジオ内の音声もステレオ収録されるようになり、替え歌コーナーもステレオ放送へとグレードアップした。
トークコーナーにおいては、モノステレオ放送時代は原則オープニング直後及びCM明け直後にBGMとして洋楽を数十秒間流していたが、フルステレオ放送化された翌週からは取り止められている。

## 主なコーナー
フリートーク
たけしのおねえちゃんに関するマヌケなプライベート話から、時事ネタや当時メディアで注目されていた人物を、たけし・高田両人が徹底的にこきおろす話まで、さまざまな話題を提供し続けた。以下の人物に対する風刺はパンチが効いていて印象深い。
- 卓球少女愛ちゃん
- 軍事評論家の江畑さん：特番第1回目で、たけしが頭に被っていた髪型の人物
- 風船おじさん
- 松坂慶子の父 (一般人)
- 岩崎恭子
- 大橋巨泉
- 石坂浩二
- 逸見政孝
- 長嶋茂雄
- 松尾雄治
- 宮沢りえと母親（りえママ）
- 和田アキ子
- 黒柳徹子
- 蓮舫
- 立川談志
- 内田裕也
- 角川春樹
- 麻原彰晃：たけしの他、容貌・声色が酷似している義太夫が、トークやコントでネタにしていた。
- 奥山和由：元松竹専務。番組内でのたけしのトークに激怒して、映画での縁を切ったといわれている。
- 黒澤明
- 林家ペー
- 人生幸朗
- 島田洋七
- 若人あきら
- 小西良幸（ドン小西）
- 堀切ミロ（たけしの元スタイリスト・別名 悪魔の館）
- 太田出版の高瀬さん
- 岡本博（イラストレーター、トイズマッコイ、ザ・リアルマッコイズ）
- 吉田宏プロデューサー（ラオチューの壷）、イーストの東会長と富永社長
- TBSの桂さん：『風雲!たけし城』で知られる桂邦彦プロデューサー（神立高原スキーツアーの時には出演）
- IVSの伊藤、牛丸、望月
- タクシー運転手殴打事件を起こしたNHK松平定知アナウンサー

また、貴・りえ問題などに関してのインタビューもこの番組を通じて行われた。実際にスタジオに芸能レポーターを入れ、当人は病人コント風にやつれた老人の扮装で溲瓶片手に現れ、インタビューの模様を放映した。この時の放送を偶然見ていた長嶋茂雄に後日「大丈夫ですか」と本気で心配されたというエピソードもある。
変わったところでは、たけしが街で見かけた一輪車サラリーマン（後に一輪車協会会長と判明）、関東ではスポンサーを務めていたピザーラの社長など、このフリートークでの話題を通じて著名になった人物も多数いた。明治大学替え玉入試事件の受験生であったなべやかんを、事件後に初めてテレビ出演させて話題となった。
トークはたけし・高田の2人だけで行うことがほとんどだが、たまにタカを加えた3人でのトークや、（番組中期から後期には）軍団数名を加えてトークを行うこともあった。
B&Beat
たけしとB&Bの島田洋七がコンビを組み、全盛期の勢いそのままに繰り広げた漫才コーナー。1980年代前半では、ありえない組み合わせであった。後に太平サブローが加わり、B・B-KINGとなる。当時、洋七の営業ネタに対するたけしの配慮があり、ほとんどがアドリブ、勢いだけで放送していた。その結果、冷や汗をかくようなシーンがほぼ毎週あり、本人達の反応とは別に視聴者からは楽しみなコーナーとなっていた。
全裸企画
番組初期に多かったもので、ほとんどが単発である。文字どおり、たけし軍団が全裸で登場しクイズやゲーム、スポーツ、全裸盆踊り、全裸ラジオ体操などを行っていた。
コーナー内ではタカと浅草キッドによるアイドルグループ「フリチン隊」が誕生し、全裸におぼん姿でシブがき隊のものまねや黒田節を披露している。
神立高原スキー場で収録した際も、山頂で寒風吹きすさぶ中で凍傷寸前で全裸ラジオ体操を披露することもあった。
なお、全裸ではあるがガムテープで最小限の前貼りは付けられていた。
海パン刑事
たけしが海パン姿で演じる刑事ドラマコント。ダンカンの「パンスト刑事」、タカの「ダッチ刑事」、枝豆の「赤ふん刑事」、義太夫の「デブセン刑事」などの登場人物もあった。同時期にたけしが病気でスタジオ収録を休んだ際、当時マネージャーだった八木茂が、海パン一丁にネクタイ・ジャケット姿で「海パンマネージャー」と称して登場し、状況報告をしたこともあった。
コント後期では刑事ではなく、ただ「海パン」と呼ばれ、怪盗や奉行、人造人間などになっていた。この時期には青い帽子もトレードマークになっている。「海パンレンジャー」と名乗って、ダンカンとラッシャー板前の3人で登場した回もある。
なお、この番組のファンだった漫画家の秋本治が漫画『こちら葛飾区亀有公園前派出所』で、この企画をモチーフにして「海パン刑事・汚野たけし」なる人物が登場している。秋本とたけしには交流があり、このキャラクターもたけし公認である。
びっくり仮面
ドラマコントシリーズの一つ。たけしが演じる「びっくり仮面」がさまざまなシーンで乱入し、見つかると「びっくりしたなぁもう」と言うのがお決まりのオチであった。ギャグは三波伸介からのパクリであるが、当時すでにネタ元が若いファンには知られておらず、「びっくりしたなぁもう」がたけしオリジナルのギャグだと勘違いする者が多かった。
中年ジェット
かつてフジテレビで放送されていた特撮番組「少年ジェット」のパロディで、「海パン刑事」と同じ形式で放送されたドラマコント。
タカが演じる「透明人間」と、たけしが演じる中年ジェットが毎回いろんなシチュエーションで対決する。ジェットが名前を呼ばれるたびにキーの合わないテーマ曲（最後が「J・E・T!」で締める）を延々と歌わされる設定だったが、結局たけしが喉を潰してしまったことでコント続行不可能となり、コーナーも打ち切りとなった。一度だけ行われた新宿での公開収録でも、客前で披露された。
タカ演じる「透明人間」は、スキー場やたけしのロスでの滞在先でも演じられた。
このコーナー終了後ではあるが、派生キャラとして井手らっきょの「蜘蛛男」、グレート義太夫の「ビッグフット」なども登場した。
亀有ブラザース
たけしがヴォーカルとなり、タカ（初期はアコースティックギターのエア・ギター、後期からはミニドラム)、枝豆（初期はタカと同様、後期からはタンバリン）、義太夫（実際にギターを生演奏）による生バンドを率いて歌を披露する。
後期からは、たけしがCDを出していた縁でビクター音楽産業の小池秀彦ディレクター（元カシオペアのメンバー）などがキーボードを担当するようになった他、途中からバックダンサーとしてデビル・ガールズも参加した。
このコーナーを担当していたのは放送作家の小泉せつ子で、替え歌のほとんどを手掛けていた。
オープニングは当初は玉川カルテットのオープニングテーマを替え歌にしたものが使われていたが、中期以降は『ザ・ヒットパレード』のテーマの替え歌で、『ヒットパレード』の部分を「引っ張れ」とかけて「チンポを引っ張れ」と替えて歌われた。コーナー内容も『ギザギザハートの子守唄』の替え歌で「小っちゃな頃からゴムしない」など、下ネタや悪口などによる替え歌であった。ゲストアーティストに斉藤ノブや忌野清志郎や伊藤銀次などが参加した事もある。
当番組のコーナーの中では絶大な人気を誇り、前述の新宿での公開収録でもこのコーナーが行われた。この時オープニング曲を歌い終わった後、たけしが「これ恥ずかしいな」「スタジオだからやれるんだな」「いくらなんでも情けねぇぞこれ」「何がチンポ引っ張れだよ」「これゴールデンの時間にやるやつじゃないな」と苦笑交じりに話していた。
1992年7月19日未明の『FNSの日スーパースペシャル1億2000万人の平成教育テレビ』での深夜枠（『たけしの平成ファンクラブスペシャル』）においても、かまやつひろし、つのだ★ひろ、MALTA、吉田建、難波弘之、玉置浩二らをゲストに迎えて亀有ブラザーズが生放送されたが、その時もほとんど観る人がいない通常の放送時同様にビートルズの"Let it be"を替え歌にして延々「アトピー」を連呼し視聴者から抗議がきたため、お詫びのテロップを流した。和田弘とマヒナスターズの替え歌のときは、サビの高音が出ないため、当人達に別枠（スタジオは同じ）で歌ってもらったこともあった。
また、メンバーが女装した「川口シスターズ」、力士の着ぐるみを着た「両国ブラザース」や、たけしがジョージ・マイケルに扮した「ブロンクスブラザース」、替え歌をカラオケ風の画面にした「亀有興商カラオケ」、歌謡ドラマ仕立てで歌う企画などもあったが、いずれも下ネタによる替え歌であることに変わりはなかった。
最末期の1996年には、普段は後ろで踊っているデビル・ガールズが一度だけ単独で歌っている回も存在した。その際は普段と異なり、オープニングから性器の比喩の部分にもピー音が被せられていた。また、オープニングでピー音が被せられたのは、このときと最後の亀有ブラザースの演奏のとき（『足立区のたけし、世界の北野』。当時は北千住ブラザース）だけである。
2020年現在、DVD版や書籍では収録されていない。書籍では「歌詞を読めないくらい小さな文字で載せる」「購入者に後でコッソリ送る」「暗号やあぶり出しで載せる」などのアイデアがあったが、実現しなかった。
2017年9月28日に放送された『とんねるずのみなさんのおかげでした』30周年スペシャルにおいて一夜限りの復活を果たした。
早いよおじさん
コントの中で、いろんなキャラに扮したたけし扮する早いよおじさんが「早いよ!」と突っ込む。『水戸黄門』の水戸光圀に扮した早いよおじさんが、印籠を見せる前に悪代官が「私がやりました」と言ったのを「早いよ!」と突っ込むコントなど。
タカ＆枝豆コント
タカと枝豆が軍団に参加する以前に組んでいたコンビ、カージナルスとして出演していた『お笑いスター誕生!!』で披露したコントを再現するコーナー。また、たけしがバイク事故で休養中の演芸大会でも何度かコントを披露した。
鞍馬刑事
たけしが鞍馬天狗の頭巾に背広の扮装で現れるコント。強引なオチが特徴。『遠山の金さん』のパロディをやったこともある（「海パン刑事」のコントでも、たけしが奉行「遠山鞍馬の助」に扮したことはあった）。
刑事●林家ピー
たけしが林家ペー、枝豆が林家パー子に扮する刑事コント。最終的にたけしが林家彦六に変身するオチ。第3回では本物のぺー・パー子夫妻がコントに参加した。
北野ミュージカル　パンツ・宝塚
1994年4月にスタート。たけしと軍団メンバーが上半身は『ベルサイユのばら』風で下半身が白いブリーフ一丁の扮装で登場し、宝塚歌劇団の出し物のパロディをするコントコーナー。初回は「パンツ・ベルばら」というタイトルだったが、2回目から前述のタイトルへと変更された。
オチは決まって「わっはっは」と大げさに笑うか、たけしの「さあ、歌いましょう」という合図の後、「すみれの花咲く頃」の替え歌「チンポの皮むく頃」を合唱する。その後、コントのエンディングでは演者全員が両手に鈴（プラスベル）を持って鳴らし、ピアノの演奏で『♪それでは、シワ伸ばしましょ。この、シワ伸ばしましょ。キンキンキンキン、タマタマタマタマ!!チンチンチンチン、ポコポコポコポコ!!コーコーコーコー、マンマンマンマン!!タマキン、しごきましょう♪』と歌って締める（お笑いトリオ「ヒップアップ」のパロディ）。
北野映画祭
東京スポーツ映画大賞との連動企画。番組では計4回を放送。崔洋一監督や所ジョージなど豪華なゲストも参加。
北野カルトQ
『カルトQ』のパロディで、たけしのバイク事故による入院中の折の急場をしのいだ企画。司会はタカで、高田はコメンテーターとして解答者にツッコミをいれていた。一般視聴者、たけし軍団やオフィス北野の社員、たけしの友人である芸能人や業界関係者（当番組プロデューサーの吉田宏や美術の丸ちゃんこと丸山覚、テレビ朝日の澤將晃プロデューサー、東通の海老谷充カメラマン、ニッポン放送の鳥谷規ディレクター）、他に後のテレビ東京系『ASAYAN』の放送作家の市川麻美などが参加した。ただし本家と違って初級が10点、中級が20点、超カルトクイズが30点と設定され、最終問題で2位以下が必ず逆転できる得点が予告なしに設定されたが、逆転したケースはなかった。10週勝ち抜くと温泉旅行獲得で、CMプランナーの中根一薫が達成した。問題の読み上げは本家カルトQと同じ牧原俊幸アナウンサーや川端健嗣アナウンサー等が担当した。
料理の凡人
上記企画と同時期に立ち上がった企画。開始当初は「北野ナンパクッキング」というタイトル名だったが、3回目からタイトルが『料理の鉄人』を捩ったものになった。
たけし軍団と素人女性がペアを組み、服部栄養専門学校にてテーマに沿った料理を作るというものだったが、あまりにもマズい料理が続出したため、審査員の服部幸應が激怒する場面もあった。
あくまでたけしの入院中に急遽作られたものだったが、出演者やスタッフの思惑と反する人気企画となったため、たけし復帰以降も数回放送された。
オレたちびょうきん族
上記の「北野カルトQ」で10週勝ち抜きチャンピオンが出て企画が終了してしまったたため、一週のみ行った企画。
タカ、枝豆、ダンカン、井手、義太夫の5人が人間ドックで健康診断を受診し、何かしらの病気の症状が出ているかどうかをVTR形式で見せ、スタジオの高田、なべやかん、そしてゲストの山口美江、林家ペーが解答者となりクイズ形式で当てるというもの。受診した5人は各部門で一番悪い症状の人を「びょうきん王」を受賞する事になる。元々糖尿病を患っていた義太夫が結果的に一番多い三部門受賞したが、意外にもタカが二部門受賞したため、冷や汗をかきながらスタジオ進行役を行っていた。他に井手も以前に肺を患った経験があるにもかかわらずタバコを止めていなかった為、医師から「肺が潰れて萎む可能性がある」と言われ、後日精密検査を受診する事を勧められていた。
後に朝日放送で放送された『最終警告!たけしの本当は怖い家庭の医学』はこのコーナーが発展したものと言われている。
クイズ北野のささやき
これもたけし入院中の企画。TBS『クイズ悪魔のささやき』のパロディ。司会は当時フジテレビのアナウンサーだった中井美穂と、古舘伊知郎に扮したタカ。番組内のフリートークでネタにされ迷惑をこうむった人物が出演しその内容を告白。『悪魔のささやき』で「○○ビンボー」と紹介されていた画面は「○○メイワク」とパロディ化されていた。マネージャーを長年務めた太田プロダクションの菊池忠、神宮外苑の喫茶店・茜のマスター、デビル・ガールズ、北野屋の板さん、TBSの桂さんなどが出演した。
ちなみに当番組の構成を務めていた放送作家の竹内きよのりは、本家の悪魔のささやきでもクイズ問題作成作家として参加していた。
所ファンクラブ
たけし入院中、及び1993年にイギリスで映画『ソナチネ』が注目され始め、BBCや映画配給会社からの招待で渡英した際の企画で、たけしに代わり所ジョージが高田とフリートークを行った。番組トレードマークである「北野」の印判も、「所」に替えられていた。しかし、両方ツッコミ型のため会話がかみ合わないところも見受けられた。
漫才の哲人
たけしが事故から復帰した後の1995年4月から放送の企画。番組内で軍団が組んだコンビがネタを披露するゴングショー形式のコーナー。
冒頭は『料理の鉄人』にならい、鹿賀丈史に扮したタカ（「かしまし建設」登場以降の3回目からは枝豆）の語りからスタートする。B&Bの再結成をはじめ、ツービート、タカ・ダンカン・義太夫によるかしまし娘のパロディー（かしまし建設・太平建設）、最終回近辺ではたけしの「タケーシー高峰（ケーシー高峰のパロディ）」が登場するなど、長期間続く人気コーナーとなった。
審査員はいつも辛口の高田とボケきれない人（吉田プロデューサーや八木マネージャーが多い）。また、一時期予選が行われ「ハンダンズ」などが本選出場をかけて挑むが、大部分がたけしによって落とされてしまった。また、若手が演じている部分はカットされることが多い中、雨空トッポ・ライポと北京ゲンジ、最終回近辺限定でなべやかん（ビートキヨシとのコンビで）はそのまま放映されることが多かった。なお、ツービート（ビートキヨシ）がレギュラー化するとツービートの漫才だけ別枠で流されるようになり、次第にゴングショー的要素は形骸化していく。
兼子ファンクラブ
たけしチームとキヨシチームに分かれて対決した「北野ファンクラブ4大スポーツ大会」で、キヨシチームが勝ったため行われた企画。たけしはフロアディレクター、高田はカメラマンに扮した。しかし、二人のイタズラによる邪魔とキヨシ自身のトークのネタが続かなかったため、わずか数分で打ち切られた。その後は通常の『北野ファンクラブ』に戻っている。
人気番組パロディ
『クイズハンター』や『お笑いマンガ道場』、『減点パパ』などの人気番組がパロディ化された。また、たけしが当時出演していた『たけし・所のドラキュラが狙ってる』のコーナー「ドラキュラ裁判」のセルフパロディも行った。
スポーツ企画
トークだけだとどうしても運動不足になるということで、不定期でスポーツ企画を放送。スタジオに三角ベースを用意し、たけし・高田・軍団のメンバーの芸能人チーム対スタッフチームで野球大会を行った。
やっている人は面白いけど見ている人はつまんない企画
番組末期にスタジオ内で、たけしや高田が少年期に遊んだメンコやベーゴマ、ビー玉遊び等を展開。タイトルに反し、予想外に高視聴率を獲得した為、後番組『北野富士』へリニューアルしたきっかけの企画。

## 主な番組史

### レギュラー化前SP
- SP1:1991年2月14日木曜 1:40 - 3:05放送[8]。番組企画会議トーク、たけしの刑事コント、テレビで映せない面白いビデオ「愛の賛歌」、第32回全裸ジェスチャー、雲古走り幅跳び、食い合わせ早グソ大会　ほか
- SP2:1991年3月7日木曜 1:40 - 3:10放送[9]。前回に引き続き企画会議トーク、たけしの座頭市コント、運転手秋山エピソードトーク、松尾雄治ハワイでバイブ事件、第48回全裸シルエットクイズ、夜の面白グッズ募集、東京スポーツ見出しについてトーク、見学に来ていた林家ペーと昔の芸人トーク　ほか
- SP3:1991年4月6日土曜 1:55 - 3:25放送[10][注 30]。ラッシャーがドラマ出演しセリフの「兎に角」を「ウサギに角」と言った話、たけしの業界相関図、1991年4月からのフジテレビ深夜番組をたけしが一刀両断、第324回全裸連想ゲーム、話題の若人あきら&小島一慶についてトーク、映画賞についてトーク　ほか

### 第1回から第60回
- 第1回:1991年4月12日放送。ここからレギュラー放送開始（番組頭で「とりあえず新番組」スーパー表示）、たけしの医者コント、たけしAV女優に売名行為されたトーク、フィリピン拳銃事件トーク、夜の面白便利グッズ　ほか
- 第2回:たけしの教室コント、最近のAVはスゴいトーク、昔の覚醒剤やヒロポンの面白エピソードトーク、これが巨泉ファミリーだ（石坂浩二のカニにあたってゴルフ場でハプニングトーク）、東スポの見出し予想を募集、視聴者から来た人生相談のハガキに難癖　ほか
- 第3回:たけしの人生相談第1回「AV男優になりたい相談」、博多チャリティーゴルフのエピソード、第432回全裸体操選手権、視聴者から来た企画のハガキでトーク　ほか
- 第4回:モッくん&樋口可南子のヌード写真についてトーク、爆笑ワイン大騒動話、映画のロケで大やけど?、たけしの人生相談第2回「演歌入門相談」、芸能人ホラ吹き列伝、第452回全裸だるまさんがころんだ、なべおさみ長男替え玉受験事件についてトーク、東スポ見出し予想「若人あきら失踪事件ドラマ化決定!主演 郷ひろみ」など
- 第5回:連続ドラマ「海パン刑事 第1回」、ジョルトコーラCMエピソード、たけしの金塊が無くなった事件トーク、全裸クイズ100人に聞きました　ほか
- 第6回:たけし映画第3作目撮影快調話&黒澤明批判トーク、連続ドラマ「海パン刑事 第2回」渋谷ロケ敢行、昔の演芸場での博打エピソード話、間寛平が深夜3時に訪ねて来た時のハプニング話、東スポ見出し予想
- 第7回:突然巨泉乱入、連続ドラマ「海パン刑事 第3回」、第34回全裸卓球野球拳、たけし映画第3作目撮影快調話&稲村ジェーン批判トーク　ほか
- 第8回:先週乱入された巨泉の笑い話、NHK松平アナウンサーのタクシー事件&みのもんたおもいっきりテレビ共演者との噂になった話について、連続ドラマ「海パン刑事 第4回」、ジャイアント馬場のエピソード話、東スポ見出し予想　ほか
- 第9回:なべおさみ長男初登場！たけし軍団正式加入「芸名 なべやかん」、松尾雄治の父ワンストップ事件、明治大学ラグビー部の面白エピソード、連続ドラマ「海パン刑事 第5回」ほか（※この回が番組最高視聴率を出した。この回と次の回はメイン構成は越智真人が担当。）
- 第10回:連続ドラマ「海パン刑事 第6回」なべやかんコントデビューの巻、先週の放送は視聴率スゴかった話、今週のバカ野郎トーク「蓮舫へ悪口 何だあのビールのCMは!嫌なら国へ帰れ」&そのまんま東がスタジオへ、先週話したワンストップが番組に送られてきたので佐竹チョイナで実験、TVタックルのゴルフコンペで優勝賞品が電気釜だった話　ほか
- 第11回:突然デビュー「亀有ブラザーズ」、昔の保健所の手入れ&回虫ぎょう虫話、巨泉のゴルフ話&フィリピンのゴルフ場での面白話、高田文夫「フジテレビ 運命GAME」で優勝した話から「平成教育委員会」誕生に関係するトークへと発展、連続ドラマ「海パン刑事 第7回」ほか
- 第12回:大川隆法&景山民夫に関するトークから再び蓮舫の悪口へ、「亀有ブラザーズ」、連続ドラマ「海パン刑事 第8回」、東スポ見出し予想　ほか
- 第13回:人気急上昇「亀有ブラザース」、全裸ラジオ体操第1、枝豆がカーショップオーナーに?話&岸本加世子の車に関わる面白エピソード、連続ドラマ「海パン刑事 第9回」（たけし自転車を三角乗りで怪我）、第43回網タイツ顔当てクイズ、たけしの書籍「だから私は嫌われる」がベストセラーに　ほか
- 第14回:番組初60分丸々トーク、悪口を言われた蓮舫がスタジオへ（高田文夫に嫌なら国へ帰れと直接言われる）、NHK浅草特集に出演した時の面白エピソード、ラッシャーのトランペット話、番組オリジナルTシャツを作ってくれたスポンサーのピザーラ社長話　ほか
- 第15回:テレビ夢列島91のビッグ3コーナー出演と他企画への批判トーク、マクドナルド社長にビッグマックの券2枚もらった笑い話、「亀有ブラザーズ」、漫画こちら亀有交番に海パン刑事が登場した話、ananのアンケート調査への批判トーク、連続ドラマ「海パン刑事 第10回」ほか (この回は2本撮りの1本目)
- 第16回:2本撮りの2本目でたけしが疲れてしまい喋る気にならず総集編に (実はたけし夏休み期間のため2本撮りだった)、全裸ラジオ体操第2、「亀有ブラザーズ」、連続ドラマ「海パン刑事 第11回」ほか
- 第17回:たけし夏休みカナダ旅行&巨泉の面白話、「亀有ブラザーズ」、連続ドラマ「海パン刑事 第12回」（海パン三兄弟）、北野ファンクラブTシャツ完成　ほか
- 第18回:たけしが桃井かおりに酔った勢いでやらかした話、新運転手谷井のダメダメエピソード、高校野球コント「熱湯甲子園!」、ハイレグ倶楽部の女性出演者がスタジオ出演!ハガキを読ませてセクハラ攻撃、「亀有ブラザーズ」、連続ドラマ「海パン刑事 第13回」ほか
- 第19回:高校野球コント「ネット甲子園!」、緊急討論会「旧ソビエト・ロシアについて考える」、テレ朝深夜生放送のPRE★STAGEに乱入話、「亀有ブラザーズ」、神宮外苑草野球場のドラム缶カレーの店「茜」の話、連続ドラマ「海パン刑事 第14回」ほか
- 第20回:たけしスタジオ収録を休むが、翌日たけしが責任を感じ、番組制作会社イーストの会議室にてトーク収録。ほか浅草キッドの漫才
- 第21回:映画の雑誌取材の扱いの悪さに苦言トーク、和田アキ子の麻雀話、「亀有ブラザーズ」、パロディお笑いマンガ道場　ほか
- 第22回:逗子湘南へ、番組初オールロケ60分。ロケバストーク（日テレ第7回お笑いウルトラクイズの話など）、海の家で「亀有ブラザーズ」、連続ドラマ「海パン刑事 第15回」ほか
- 第23回:たけしの母体調不良で入院した話、連続ドラマ「海パン刑事 第16回」（たけしのモノマネ海パン初登場）、先週のロケ企画が高視聴率だったのでまた別ロケへ行こう話、「亀有ブラザーズ」、コント恥垢お茶の間ショッピング、たけし映画第3作評判上々話　ほか
- 第24回:たけし・高田が共演した「アサヒ生ビールZ」CMの撮影裏話、一か月前放送した週刊文春の取材話の続編、巷を騒がせている宗教の話、自動車教習所は厳しくて当然話、北野ファンクラブ流人気投票第1回「ポコチンが大きそうな芸能人」、「亀有ブラザーズ」、連続ドラマ「海パン刑事 第17回」
- 第25回:先週裏番組だったテレ朝の朝まで生テレビ!に苦言、上原謙と噂になった大林雅美についてトーク、たけしが過去に遊んだ女に騙された話、「亀有ブラザーズ」、パロディコント「減点パパ」、連続ドラマ「海パン刑事 第18回」
- SP4:90分スペシャル。スタジオに遊びに来ていた岸本加世子とトーク、TBSのオールスター感謝祭出演に不満話、たけしが草野球で軍団に相手にされなかった寂しい話、北野ファンクラブ流人気投票、「亀有ブラザーズ」ゲスト・マイケル富岡、連続ドラマ「海パン刑事 第19回」ゲスト・松村邦洋、番組最後に岡本夏生乱入　ほか
- 第26回:高倉健さんが一般人にタクシー運転手と勘違いされた話、宮沢りえのヌード写真集の話、たけしが過去に遊んだ女に騙された話その2、北野ファンクラブ流人気投票、「亀有ブラザーズ」、暫定ドラマ「びっくり仮面」第1回、オスマンサンコン乱入　ほか
- 第27回:プロ野球日本シリーズでニッポン放送ゲスト出演時の話、今月から始まった平成教育委員会が高視聴率で逆に不安になった話、「亀有ブラザーズ」ゲスト・斉藤ノブ、暫定ドラマ「びっくり仮面」第2回（吉田Pが箱に閉じ込められるハプニング）、鼻毛がスゴい新島のくさやのオヤジ話　ほか
- 第28回:たけしが知るノーパン風俗の面白話、「亀有ブラザーズ」、暫定ドラマ「びっくり仮面」第3回、松茸泥棒に関する面白話　ほか
- 第29回:ニッポン放送のラジオブースでトーク60分、横山ノックに投票した人を探せ、映画ロケで内田裕也の破天荒な話、スポーツスカッシュの日本代表はダメだ、たけし草野球チームメンバー募集に集まったハガキ紹介　ほか
- 第30回:話題の宮沢りえの写真集「Santa Fe」を本番前にスタジオ内で観賞、たけしが映画でパリにロケに行った話、「川口シスターズ」初登場、暫定ドラマ「びっくり仮面」第4回　ほか
- 第31回:スタジオに宮沢りえが遊びに来た、元運転手秋山が書籍「タケシードライバー」を出版、たけし草野球新チームのユニフォームを自腹で作った話、「川口シスターズ」、暫定ドラマ「びっくり仮面」第5回（ダンカン脚本のコントがつまらなかった為途中で宮沢りえに切り替わる）、番組トーク収録中に震度4の地震が　ほか
- 第32回:阪神タイガースファン感謝祭にたけし軍団と野球対決イベント裏話、テレ朝「水曜特バン」ビートたけし杯争奪お笑い特番の内容話、「両国ブラザーズ」初登場、暫定ドラマ「びっくり仮面」第6回（たけし草野球新チームオーディション〜たけし軍団と練習試合）
- 第33回:たけしが若手の頃にテレビプロデューサーや営業先の興行主に冷遇された話、BIG3ゴルフ'92の収録に行ってきた話、オフィス北野株主総会の話、巨泉の近況話、「亀有ブラザーズ」、「両国ブラザース」、暫定ドラマ「びっくり仮面」第7回
- 第34回:たけし映画第3作目がブルーリボン賞最優秀監督賞に、日テレ第8回お笑いウルトラクイズの話、NHK紅白歌合戦の出場者についての話、なべやかんがボクシングに挑戦する話、暫定ドラマ「びっくり仮面」第8回（映画賞受賞記念コント）
- 第35回:亀有ブラザーズ&川口シスターズのジョイント、たけし&軍団の1991年重大ニュース、国立劇場で歌舞伎「義経千本桜」を観た話、国立演芸場&大須演芸場爆笑エピソード、先週の受賞記念コントの音楽が違った話、テレ朝「スポーツのススメ」ロケ裏話 ほか
- SP5:クリスマスバスツアー年末90分スペシャル（この回は年末特別編成のため12月28日土曜深夜0:15から90分放送）。たけしが若い頃のクリスマス爆笑エピソードトーク、ディズニーランド近辺で「亀有ブラザーズ」、全裸パンツリレー、暫定ドラマ「びっくり仮面」第8回再放送（映画賞受賞記念コント・音楽付け直しバージョン）
- 第36回:1992年1回目の放送。1991年放送分名場面の総集編＆ボツ企画＆未公開トークの放送。
- 第37回:宮沢りえのEDWINのCMをたけしが監督した話、たけしが目撃した一輪車サラリーマンの話、たかの友梨ビューティクリニックCMパロディ、たけし45歳誕生日を番組でお祝い　ほか
- 第38回:たけし映画第3作目が報知映画賞最優秀監督賞に、宮沢りえのCM監督した話（後編）、連続ドラマ「中年ジェット」第1回、亀有ブラザーズ誕生の秘密（NHK素人のど自慢コント）、神立高原スキーツアー予告、一輪車サラリーマン視聴者からの目撃情報　ほか
- 第39回:先週放送した内容で関係者一部に迷惑をかけた事でたけしマスクを着けトーク自粛（トーク代役は島田洋七だったが結局はたけしも黙っていられず喋る事に）、一輪車サラリーマンの知人からハガキで情報が届く、連続ドラマ「中年ジェット」第2回、第1回東京スポーツ映画大賞を番組内で開催　ほか
- 第40回:映画「外科室」試写会での話、数日前に東京で早朝起こった地震についてトーク、「亀有ブラザーズ」特別ゲスト忌野清志郎、パロディコント「てんぷくトリオ」、連続ドラマ「中年ジェット」第3回　ほか
- 第41回:神立高原スキーツアーオールロケ60分。TBS桂プロデューサーも登場&島田洋七も急遽呼び出される、雪山で「亀有ブラザーズ」、雪山コスプレ短距離走、雪山変装マット滑り企画　ほか
- 第42回:たけしが目撃した一輪車サラリーマンが遂にスタジオに登場、たけしと洋七の漫才コンビB&BEATデビュー、佐竹チョイナの差し入れが吉田PにAVそしてタカにバイブを持ってきた話、連続ドラマ「中年ジェット」第4回、映画で時代劇豊臣秀吉を撮りたい話、ポール牧乱入　ほか
- 第43回:長嶋茂雄さんの面白エピソード、島崎俊郎の結婚式出席の裏話、ハナ肇は説教魔で小言好きエピソード、芸能記事を見てトーク、漫才B&BEAT、連続ドラマ「中年ジェット」第5回　ほか
- 第44回:たけしの母米寿の祝い話、相撲取りの面白エピソード、漫才B&BEAT、「相撲コント」、「亀有ブラザーズ」ゲスト斉藤ノブ（2度目） ほか
- 第45回:スタジオに若人あきら夫婦が登場、日テレ第9回お笑いウルトラクイズの話（後に伝説となったバス吊り下げアップダウンクイズの事など）、漫才B&BEAT、単発コント「鉄チン28号」ほか
- 第46回:この回の放送当日に日本アカデミー賞が開催!たけし映画第3作目がノミネート。果たして結果は?トーク、政治家が足を運ぶ料亭に行った話、元気が出るテレビでサッカーをやった話、辰吉丈一郎との対談裏話（辰吉の父はスゴい）、漫才B&BEAT、緊急シンポジウム「美術さんを考える」　ほか
- SP6:番組初のライブ「新宿シアターモリエール」から90分スペシャル。前半は漫才B&BEATとたけし高田トーク（明治の後輩の松尾雄治が柴田勲とポーカーで捕まった話）、後半は連続ドラマ「中年ジェット」第6回ライブ版&たけしの刑事コント　ほか。全編ステレオ音声による収録・放送を実施。
- 第47回:先週放送出来なかった「亀有ブラザーズライブ」を30分、後半はスタジオトーク、巨泉の話、黒澤明監督の話、新番組ドラキュラが狙ってるを紹介。
- 第48回:漫才B&BEAT、プロ野球ダイエーの選手達について、先日のスペシャル&亀有ライブが高視聴率だった話、伊東にゴルフに行ったら巨泉に捕まった話、次のロケ企画候補はハイキングツアーに、北野ファンクラブは海外でも人気がある話　ほか
- 第49回:「ブロンクスブラザーズ」初登場、漫才B&BEAT、尾崎豊急死についてトーク、テレ朝セイシュンの食卓からたけしの幼い頃のニワトリピーちゃんの思い出トーク、内海好江さんの銀婚式出席した爆笑エピソード、松尾雄治が捕まった影響で日テレゴルフ特番を撮り直した話　ほか
- 第50回:尾崎豊麻薬コレクション!?業界関係者トーク、「ブロンクスブラザーズ」、米国の暴徒事件についてトーク、島田洋七が日本全国で営業した話からツービート時代の爆笑営業話（洋七のホラ吹き話 出所祝い漫才）※この回は一部地区でフジサンケイゴルフ中継とプロ野球中継の放送延長の為、放送が通常放送時より85分遅く放送。
- 第51回:北野ファンクラブビデオ発売トーク、漫才B&BEAT、「ブロンクスブラザーズ」（3回目で解散）、ハイキングツアーを止めて屋形船ツアーに変更する話、制作会社イースト20周年トーク。
- 第52回:平成教育委員会パロディコント （国語・漢字と特別授業・時計の長針と短針の問題）、勝新太郎さんと文芸春秋で対談した話、漫才B&BEAT、先週の番組ビデオ発売の電話予約について　ほか
- 第53回:春のハイキングツアー改め「屋形船ツアー」前編（主にロケバス移動トーク）、漫才B&BEAT ほか
- 第54回:「屋形船ツアー」後編、屋外で亀有ブラザーズ&浪曲風、コント「ターザン現る!?」
- 第55回:トーク60分。アメリカでの話。ユニバーサルスタジオをたけし体験し感動　ほか
- 第56回:巨人の宮本&大久保と飲んだ話、「亀有ブラザーズ」（東京ビートルズ）、漫才B&BEAT　ほか
- 第57回:緊急討論会企画「これでいいのか北野ファンクラブ」、コント「はやいよおじさん」（マジック）、漫才B&BEAT、25時間テレビCM撮影裏話　ほか
- 第58回:「亀有ブラザーズ」（浪曲鉄砲光三郎風）、高円寺の阿波踊りはマヌケ、たけしが札幌で遊んだ話、TBS桂さんがたけしと大竹まことでやりたい企画話　ほか
- 第59回:統一教会や愛の家族について、映画氷の微笑について、たけしCM撮影で黒澤スタジオに行った時の話、松尾伴内乱入「演歌歌手デビュー」、亀有ブラザーズ、B&BEAT、東がスタジオに来て先週たけしが札幌で遊んだ後日訪れた際に札幌で色々噂が出てた事を報告　ほか
- 第60回:たけし映画第4作目沖縄撮影話、沖縄の生け簀料理の店で長年生きてるオコゼの話、明日生放送するFNS25時間『平成教育テレビ』についての話、マジシャンコント、亀有ブラザーズ ムード歌謡風&浪曲風、漫才B&BEAT　ほか

- 特別回・たけしの平成ファンクラブ:FNSスーパースペシャル1億2000万人の平成教育テレビ内にて90分の生放送スペシャル。ゲスト：大原麗子・玉置浩二・山田邦子ほか

### 第61回から第70回
- 第61回:FNS25時間平成教育テレビの反省会トーク（平成ファンクラブの亀有オープニングとビッグ3車庫入れをVTRで流す）、漫才B&BEAT、はやいよおじさん「遠山の金さんコント」　ほか
- 第62回:夏のオリンピックでトーク、たけしのカミさんがB'zにハマっているトーク、たけしが矢沢永吉ライブと中村紘子コンサートに行った話、漫才B&BEAT、「亀有ブラザーズ」（ラッツ&スター風）、はやいよおじさん「水戸黄門コント」ほか
- 第63回:はやいよおじさん「刑事コロンボ風コント」、「亀有ブラザーズ」（オペラ風 義太夫の代役にビクター小池さん初登場）、たけしが道玄坂ストリップ劇場へ行った時のエピソードトーク　ほか
- 第64回:たけしが風邪気味で喉が辛いのでマスク着用、はやいよおじさん「料理番組風コント」、シンクロナイズドスイミング脱衣コント1（井手）、枝豆の親父がムジナに憑かれた話、枝豆が第67回から当番組スポンサーになる「ほてい缶詰」の焼き鳥缶CMに出演話　ほか
- 第65回:シンクロナイズドスイミング脱衣コント2（井手&枝豆）、高校野球で5連続敬遠の松井の話、日テレ第10回お笑いウルトラクイズの話、「亀有ブラザーズ」輪唱、はやいよおじさん「忠臣蔵風コント」ほか
- 第66回:最近のSMクラブは…話、山口敏夫議員とゴルフエピソード、漫才B&BEAT、パロディコント「クイズ本物は誰だ!!」、「亀有ブラザーズ」（鉄腕アトム&アニメキャラ風）、来週予告井手のファイヤーダンス必見　ほか
- 第67回:納涼はやいよツアー「船の科学館ロケ」、ロケバストーク、井手らっきょファイヤーダンス、たけし軍団のネタ見せ、「亀有ブラザーズ」（ハワイアン風）ほか
- 第68回:「亀有ブラザーズ」（カラオケ）、たけし映画第4作目のロケ先にカミさんと子供が来ていた話、はやいよおじさん「ターザン編」、漫才B&BEAT　ほか
- 第69回:「亀有ブラザーズ」（カラオケ）、小泉今日子がエイズで死んだ!?ガセネタ話、さんま離婚についてトーク、CMエスファイト撮影裏話、野球選手の顔について、サッカーとボクシングの話、宇宙鯉の話、ピー音が多いトーク、漫才B&BEAT　ほか
- 第70回:総集編&次週石垣島オールロケSP告知

### SP7
- SP7:B&BEAT有楽町ライブ ほか（当初は石垣島オールロケの予定が台風の為、企画変更）

### 第71回から第100回
- 第71回:緊急企画「北野ファンクラブにトークは必要か?」トーク60分。他のトーク番組や1992年10月から始まる各局の新番組について　ほか
- 第72回:たけし高熱でスタジオ収録休む、後日映画ロケの石垣島からトーク。たけし映画第4作目沖縄撮影話　ほか
- 第73回:たけし映画第4作目沖縄撮影話、「亀有ブラザーズ」マンネリ打破、コント「ノートルダムの背伸ばし男」「現場王」「オペラ座の変人」、長嶋さんが再び監督になりたけし巨人ファンに復帰　ほか
- 第74回:宮沢りえ婚約発表についてたけし当番組内で記者会見、漫才B&BEAT、コント「ゲンコツ山のたぬきさん」ほか
- 第75回:先週の騒動でたけしがいい迷惑を受けた話、元気が出るテレビの「大阪酔っ払いクイズからスタジオ酔っ払いクイズの話」、TBSドラマ「エホバの証人」撮影裏話、B&BEAT、「ショートコント集」、元気が出るテレビの犬のお見合い企画の爆笑話　ほか
- 第76回:吉幾三がバブルではじけた物件爆笑話、ポール牧と関武志のラッキーセブン風コントを再現「自動車教習所」「親分と子分」、漫才B&BEAT　ほか
- 第77回:たけし番組内で髪の毛染めながらトーク、ラッキーセブン風コントを再現「師匠と弟子」、タカ&枝豆のカージナルス時代のコント「西部の男VSインディアン」、漫才B&BEAT　ほか
- 第78回:TBSドラマ「エホバの証人」撮影裏話&小樽で出会ったパンチパーマの親父話、タカが逸見さん主催のゴルフ大会で優勝し商品のミニクーパーを番組でプレゼントする事に!!、北海道は今ロシア人だらけ話、漫才B&BEAT、タカ&枝豆コント「宮本武蔵VS佐々木小次郎」ほか
- 第79回:宮沢りえ婚約についてたけし当番組内で二度目の記者会見、りえ騒動でたけしが相変わらず迷惑を受けた話
- 第80回:たけし多摩川でドラマロケ中に長嶋さんに声をかけられ「先週の記者会見観てましたよ」と言われた話、車が当たる企画「松坂慶子の父親想像図」、漫才B&BEAT、タカ&枝豆コント「怪傑ゾロ」、井手らっきょ扮する「蜘蛛男」初登場、たけし軍団の小ネタ本発売、林家ペーさんの誕生会VTR　ほか
- 第81回:日テレ第11回お笑いウルトラクイズの話、BIG3ゴルフ'93の収録に行った時の話、オーストラリア花嫁失踪騒ぎを斬る、マイケルジャクソンの鼻が曲がってきた話、コント「たけしのMerry X'mas」「蜘蛛男」ほか
- 第82回:1993年1回目の放送。雨空ライポの病院見舞い話、たけし軍団93年度の抱負・目標、新春視聴者お年玉大感謝祭　ほか
- 第83回:世間が騒ぐ小和田家プリンセス話、たけし正月休みにオーストラリアへ行った爆笑話、逸見さんが巨泉に酷い目に合う話　ほか
- 第84回:世間が騒ぐ小和田家プリンセス話その2、ハリウッドでの映画制作について&たけしの英語雑学話、たけし46歳の誕生日を番組でお祝い、裸3ON3バスケット　ほか
- 第85回:神立高原スキーツアー第2弾!コント「ツルの恩返し」「黄金のスキー板を透明人間＆蜘蛛男が狙ってる」、雪山で全裸ラジオ体操、昼食は雪中全裸しゃぶしゃぶ　ほか
- 第86回:たけしハリウッドお見送りバスツアー。ビバリーヒルズの別荘がスゴイ話、アメリカへ行ったらこの土産が欲しい話、水前寺清子はメイクをとると…　ほか
- 第87回:たけしビバリーヒルズ紹介。広い別荘内を紹介。コント「透明人間ビバリー殺人事件」、漫才B&BEAT（サンタモニカにて）ほか
- 第88回:たけしビバリーヒルズの別荘にて60分トーク。アメリカの映画は話がまとまらない、六本木の外人専門バーにいる女はヒドイ話　ほか
- 第89回:たけし帰国後初収録。漫才B&BEAT（サンタモニカにて）ほか
- 第90回:復活「亀有ブラザーズ」、巨人のデカい選手は大成しない!?、銀行のやり口はキタナイ、六本木の寿司屋にいたら近辺で起こった自動車事故の話　ほか
- 第91回:たけし映画第4作「ソナチネ」試写会告知＆映画「RAMPO」についてトーク、日テレ4時間クイズスペシャルの裏話、「亀有ブラザーズ」ほか
- 第92回:第2回東京スポーツ映画大賞を番組内で開催、たけしの長女「日能研」を受けた話、雑誌連載の体験レポート「SMバー」裏話
- 第93回:ドラマコント「鞍馬刑事」第1回、たけし再び髪の毛染めトーク、鶴太郎W不倫について、「亀有ブラザーズ」（この回からデビル・ガールズが参加）ほか
- 第94回:雑誌の表紙撮影で会った変なカメラマンの話、コント「3000円クイズハンター」ほか
- 第95回:たけしゴールデンウィークの休み中の話、映画次回作は「座頭市」を撮りたい話、「鞍馬刑事」第2回、スポーツニュースコント（たけしが別所毅彦風に）ほか
- 第96回:レギュラー化してから通算100回目の放送。太平サブローと島田洋七を迎えてトーク、大阪でやしきたかじんの深夜番組に出演してスゴイ視聴率を取った話、「海パン刑事」（復活）通算第20回、「亀有ブラザーズ」、漫才BBKING　ほか
- 第97回:たけしがゴルフコンペの景品集めに四苦八苦した話、「鞍馬刑事」第3回（久々のびっくり仮面登場）、カンヌで北野監督が好意的評価を受けている記事について、全裸大縄跳び、「川口シスターズ」、全裸危険信号ゲーム　ほか
- 第98回:たけし映画を撮りたい話「自動車合宿免許」、少し前に話した雑誌の体験レポートのその後の話、北野FCカルトQをやってみよう&番組内でノーギャラ出演スタンプ制度導入?、漫才BBKING　ほか
- 第99回:番組の新エンディングテーマ「嘲笑」を買えよこの野郎トーク、テレビ業界では例がないエンドロールを前提供直前で流す、たけし数年ぶりのダービーで馬券買い発馬5秒で落馬して大金すった話、コント「ギターを抱いたブリーフ渡り鳥」、「亀有ブラザーズ」（鶴岡雅義と東京ロマンチカ風）、漫才BBKING　ほか
- 第100回:たけしのピー音トーク、買えよトーク、コント「買えよ親父、ハゲランスの社長を救え」、漫才BBKING、映画「教祖誕生」撮影裏話　ほか

### 第101回から第150回
- 第101回:買えよトーク、昔の浅草はスゴかった爆笑エピソード、ショートコント「買えよオヤジ」、「亀有ブラザーズ」（タカが尿管結石のため番組欠席、亀有の代役に太平サブロー）
- 第102回:逸見さんが番組に見学に来たので、急遽「逸見ファンクラブ」を収録。逸見さんが最近の番組制作会社イーストについて不満を語る、オーストラリアで巨泉に酷い目に合った話を再現、「亀有ブラザーズ」（ピンクレディー風）、逸見さんが北野映画にチョイ役でもいいから出たいと懇願、「買えよオヤジ」最後のお願いコント ほか
- 第103回:コント「ドラキュラ裁判」、たけし痔になってしまった話、プロデューサー吉田があるスタッフに激怒した事件の話、松村が太田プロ菊地マネージャーにめちゃくちゃ殴られた話、新曲「嘲笑」のポスターが評判良いからプレゼント?、パロディ「ごきげんようサイコロトーク」ほか
- 第104回:たけし痔で苦労した話、たけしの長男がとんでもない風貌に話&長女を芸能界に…、漫才BBKING、夏のドラマスペシャル「コジラ対ラモス」ほか
- 第105回:たけし痔が完治記念「亀有ブラザース」（河島英五風）、世間を騒がせている新加勢大周騒動について、たけしの甥が茨城で高校野球、万年筆が盗まれた話、漫才BBKING、コント「ウルトラ警備隊」ほか
- 第106回:逸見さんが日本中あちこち引き回された話、明日生放送のFNS23時間テレビでの北野ファンクラブは…話、コント「アルチンドバッドVS恐竜SEX（安達祐実の映画「REX」のパロディ）」ほか
- 特別回・たけしの平成ファンクラブ:FNS大サービスバラエティー1億2450万人の平成教育テレビ内にて90分の生放送スペシャル。深夜のカラオケステージ
- 第107回:立川談志乱入60分トーク。ピー音がいつにも増して多かった回、元弟子のダンカンは談志の前で落語を久方ぶりに披露して、師匠の談志から貶される。
- 第108回:たけし夏風邪のため急遽総集編にする予定が最後までトークしてしまった60分。たけしの長男がたけしの知人にバカにされた&長女を芸能界デビューさせる計画話、何故技術スタッフはカメラマンや照明は偉そうなのに音声さんは立場が弱いのか話、洋七&サブローがトークに参加し漫談家滝あきらさんの爆笑面白エピソード話　ほか　※この回と次の回は渋谷ビデオスタジオが修繕工事の為、TMCレモンスタジオにて収録
- 第109回:高校野球実況解説コント、たけしが養老孟司氏と対談した話、コント「芸術は爆発だ」ほか
- 第110回:TBS桂プロデューサーがスタジオ見学に、甲府信用金庫の社員殺害事件についてトーク、日テレ24時間テレビを批判トーク、「亀有ブラザーズ」（村田英雄風）、コント「クスリの運び屋VSたけしのピー音男」、漫才BBKING　ほか
- 第111回:角川麻薬事件について、昔の芸人を見たたけしが語るクスリは本当に怖い話、「亀有ブラザーズ」（村田英雄風）、漫才BBKING、青空球児・好児さんの焼肉のタレCMについて　ほか
- 第112回:逸見さんのガン告知記者会見後の収録、ドラマ「刑事●林家ピー」第1回、「亀有ブラザーズ」（村田英雄風）、漫才BBKING、日テレ第13回お笑いウルトラクイズの裏話（大脱出）ほか
- 第113回:内田裕也さんと寿司屋の大将の爆笑話、ハナ肇さんの葬儀についてトーク、ドラキュラが狙ってるに談志師匠がゲスト出演した話、ドラマ「刑事●林家ピー」第2回、「亀有ブラザーズ」（村田英雄風）、漫才BBKING　ほか
- 第114回:総集編。ほか未公開ピー音だらけ漫才や未公開コント「セーラームーン」など
- 第115回:たけしハリウッド映画の為にカナダへ行く話、オリンピック開催地決定にたけし金儲けたいだけと批判トーク、療養中の逸見さんの近況について、ドラマ「刑事●林家ピー」第3回（本物の林家ペー夫妻と共演）、「亀有ブラザーズ」ほか
- 第116回:たけしカナダトロントへお見送りバスツアー。松尾伴内やラッシャー板前も参加、途中TBS別番組『つかみはOK』ロケ中のダチョウ倶楽部も飛び入り出演
- 第117回:たけしカナダから帰国、前回のバスツアー時に義太夫が交通事故した話、カナダに比べて日本は物価が高過ぎて逆に貧乏な国と感じた話、新番組ビートたけしのつくり方についてたけしの思う事　ほか
- 第118回:サッカードーハの悲劇が起こった翌日放送。収録でサッカーの悪口を言った為、日本中が悲観している時期に放送する内容に適さないと判断し、ビートたけしのつくり方収録中に生対応にて謝罪トーク。たけしのつくり方を見ろよトーク。「亀有ブラザーズ」ほか
- 第119回:「亀有ブラザーズ」好きさ大好きさ、サッカーをはじめ卓球や相撲など色々なスポーツの批判や毒舌トーク。トーク収録後に言い過ぎましたと急遽謝罪するトークも。※この回からスタジオの音声がステレオで収録されるようになる（従前は後付けのBGMやテーマソングのみステレオ音声）。
- 第120回:たけし急遽ロンドンへ行く事になった（今ロンドンは北野ブームらしい）話、ボクシング鬼塚とホリフィールドの試合の話、元気が出るテレビでお化けが出る廃校へロケへ行った話、何故日本人はグルメ番組を見て喜んでるのか分からない話　ほか
- 第121回:ビートたけしのつくり方の視聴率が上がった話、たけしが奥山版「RAMPO」を批判、たけしのマネージャー八木さんの秘密を暴露、「亀有ブラザーズ」（クールファイブそして神戸 風）、BBKING解散漫才、タカが結婚する話　ほか
- 第122回:スタジオ内でのスポーツ企画。鍋をつつきながらトーク、たけしVS高田&枝豆の卓球対決、出演者VSスタッフのピンポン玉野球対決、おまけでコスプレ野球、吉田P爆笑ワンマンショーの為「吉田ファンクラブ」に。
- 第123回:たけしが休む為、所ジョージの「所ファンクラブ」を放送。所が翌日別番組で使う模型飛行機を収録中に製作。所が普段疑問に思う事を高田に質問する。収録の終盤にたけしが乱入し、次回へ続く…
- 第124回:「所ファンクラブ」にたけしが乱入。所が作った模型飛行機をたけしが壊す。ロンドンでの北野ブームをたけしが語る。番組後半でタカの結婚記者会見（途中たけし乱入）
- 第125回:ロンドンから帰国後のたけし・高田トーク。小樽の知り合いからクルーザー貰えるかもしれない話。
- 第126回:クリスマス総集編スペシャル。たけし&ダンカンの前フリトーク+たけし&高田の未公開前フリトーク公開。
- 第127回:1994年一回目の放送。逸見さんの葬儀での話、今年こそはたけし軍団を何とかしないといけない話、たけし軍団の給料を調べるトーク、コント「もしも司会者がもし5人いたら…」、オフィス北野のマネージャー達　ほか
- 第128回:とんねるず木梨憲武と安田成美の洋上結婚式についてトーク、コント「もしも司会者がもし4人いたら…」、「亀有ブラザーズ」（旅行の宴会先風）、吉田Pが音楽CDを発売、ダンカンが入院（約1ヶ月番組欠席）ほか
- 第129回:これから日本は滅びていく方に進んでるトーク、官僚や色々な団体に対して批判トーク、ダンカンの病状　ほか
- 第130回:「亀有ブラザーズ」（たけしがギター演奏）、全裸ミュージカル、コント「司会者がもし4人いたら…」　ほか
- 第131回:「亀有ブラザーズ」（たけしがピアノ演奏）、たけしの豪邸建設話、たけしとタカの実験漫才、素人勝ち抜きヌード（前編）
- 第132回:谷体調が平成教育委員会に大抜擢された話、たけしのつくり方で中学生と野球対決した話、コント「司会者がもし5人いたら…」、素人勝ち抜きヌード（後編・審査員ゲスト日景忠男）、退院したダンカンと入院中の笑い話　ほか
- 第133回:逸見さんの書籍「ガン再発す」たけしから買えよと宣伝、映画評論家に語学力は無い、たけしのつくり方の物々交換ショーに塩沢ときさんが来た話、コント「司会者がもし5人いたら…」、たけし＆ダンカンの漫才　ほか
- 第134回:元気が出るテレビで最新CD発売を当番組でも宣伝、リレハンメル五輪の話、谷体調再び平成教育委員会に出演話、ポップコーンの双子エピソード、亀有「マヒナスターズ」、全裸モーグル、実験コント「もしもツッコミが5人いたら…」、たけしのピアノ伴奏で吉田Pが持ち歌熱唱、たけし＆ダンカン漫才　ほか
- 第135回:亀有マヒナスターズ2、たけしの豪邸建設話続編、諸星和己に聞いたジャニーズの寮生活話、たけし＆ダンカン漫才　ほか
- 第136回:世間の米不足騒動の話、美容師バラバラ殺人事件についての話、亀有マヒナスターズに本家マヒナスターズも登場（別収録）、ポップコーンの二人に聞いた販売員時代の話　ほか
- 第137回:昔懐かしい貴重な収集物トーク、日テレ4時間クイズスペシャルの話&鶴瓶・ヒロミと女の子と飲み会をした話、亀有PPM（ピーター・ポール・マリー） ほか
- 第138回:世間の米騒動で城南電気社長の話、亀有宮川左近ショー、たけし軍団若手のネタ見せ大会（北海ジャンジャン漫談・秋山見学者AV男優コント・似背大周漫談）ほか
- 第139回:免税店で買ったお土産の話、ミュージカル「パンツベルバラ」、チャンバラトリオがトークに参加
- 第140回:たけしはサッカー少年だった？、ドラマ「橋田壽賀子物語」や「落合博満物語」批判トーク、亀有「たけし持ち歌ポツンとひとりきり他」、軍団はめっきり老け込んできた話　ほか
- 第141回:たけしヌード写真カメラマンに挑戦？話、ミュージカル「パンツ宝塚」、「亀有ブラザーズ」ほか
- 第142回:映画第5弾撮影快調話、吉田Pがイーストでなかなか出世しない話、ミュージカル「パンツ宝塚」、亀有　ほか
- 第143回:たけし&高田の中野新橋たけし軍団お宅訪問ツアー60分。義太夫宅、井手宅、新婚のタカ宅へ。
- 第144回:たけしの義弟松田秀士がインディ500に挑戦する話、小野田さんとの対談裏話、ミュージカル「パンツ宝塚」、映画第5弾撮影裏話　ほか
- 第145回:下手な役者が多い話、たけし義弟の前回話したレースの放送にゲスト出演した時の話、たけし最新連載「佐竹君からの手紙」話、亀有、武富士CMパロディ、負古太郎の漁師漫談話　ほか
- 第146回:第3回東京スポーツ映画大賞（番組内では「第126回 北野映画祭」）ゲスト所ジョージ、崔洋一、国舞亜矢、ルビー・モレノ
- 第147回:「佐竹君からの手紙」裏話、義太夫父親葬儀のハプニング話、ファンキー佐藤（MEN'S5 淡谷三治）ゲスト出演、教祖誕生ビデオ発売の宣伝、亀有　ほか
- 第148回:勝新太郎&中村勘三郎（当時 勘九郎）と六本木で飲んだ話、JR対週刊文春言論弾圧?問題トーク、マラドーナ薬物疑惑についてトーク、亀有「坂本九」、バッタマン予告&次週予告
- 第149回:北野ファンクラブ約150回くらい記念　番組4年間の大総集編（あのVTRをもう一度）。初回の愛の讃歌や、全裸企画。井手のファイヤーダンス。八木マネージャー&吉田Pの名場面。など
- 第150回:真夏のゴルフで灼熱すぎてキャディーさんが倒れた話、新内閣について、新しい運転手が今まで以上にダメすぎる話、亀有「小林旭」、コント「バッタマン」ほか ※この回は向井千秋が搭乗したスペースシャトル・コロンビア号が無事発射した緊急ニュースが番組開始直前に入り、予定より5分遅れて放送した。

### 第151回から第200回
- 第151回:新しい運転手＆弟子のダメダメ話、亀有「奥村チヨ前編」、古田敦也と中井美穂交際の噂?、書籍「北野家の謎」宣伝　ほか
- 第152回:タカの結婚式裏話、先週話したダメダメ運転手話の続編、亀有「奥村チヨ後編」、翌日23時間テレビ（番組派生企画「夜のチョットスタジオ」有）
- 第153回:細川ふみえと噂され緊急記者会見、後半は総集編
- 第154回:たけしバイク事故直後の放送（1994年8月2日未明の自損事故、この日は火曜日でちょうど本番組を収録する予定日だった）撮り貯めストックが全くない為たけしキャラクター特集の総集編で対応
- 第155回:所ファンクラブ2前編　8トラックで所熱唱　ほか
- 第156回:所ファンクラブ2後編　子供の教育用ドリルをもし拳銃の様に改造したら?実験　ほか
- 第157回:北野ファンクラブ杯争奪 真夏の演芸大会
- 第158回:北野カルトQ 60分
- 第159回:クイズ北野のささやき
- 第160回:北野武全快祈願 四国八十八か所巡礼の旅 前編
- 第161回:北野武全快祈願 四国八十八か所巡礼の旅 後編
- 第162回:北野カルトQ、北野ナンパクッキング、北野杯争奪演芸大会
- 第163回:北野カルトQ、北野ナンパクッキング、北野杯争奪演芸大会
- 第164回:最新たけし情報を公開、北野ナンパクッキング改め料理の凡人、北野杯争奪演芸大会
- 第165回:北野カルトQ、料理の凡人、北野杯争奪演芸大会
- 第166回:最新たけし情報を公開、北野カルトQ、料理の凡人、北野杯争奪演芸大会
- 第167回:最新たけし情報を公開、北野カルトQ、料理の凡人、北野杯争奪演芸大会
- 第168回:最新たけし情報を公開、北野カルトQ、料理の凡人、北野杯争奪演芸大会
- 第169回:最新たけし情報を公開、北野カルトQ、料理の凡人、北野杯争奪演芸大会
- 第170回:最新たけし情報を公開、北野カルトQ、料理の凡人、北野杯争奪演芸大会
- たけし大全集'94 1994年12月30日　15時〜17時25分放送
- 第171回:北野カルトQ、料理の凡人、北野杯争奪演芸大会、たけし名シーン
- 第172回:北野カルトQ（10週勝ち抜きチャンピオン決定）、料理の凡人、たけし名シーン、大川興業ネタを少しだけ公開
- 第173回:クイズ オレたちびょうきん族
- 第174回:料理の凡人、ケンカのあぜ道、たけし名シーン
- 第175回:料理の凡人、ケンカのあぜ道、たけし名シーン
- 第176回:料理の凡人、クイズものほんは誰だ!?
- 第177回:料理の凡人、ケンカのあぜ道特別編、この回のラスト3分のみ たけしが半年ぶりにテレビ出演（翌日放送の平成教育委員会がたけし本格復帰）
- 第178回:たけしが北野ファンクラブ復帰初回、退院コント、たけしが休んでいた半年間の番組をVTRで振り返る
- 第179回:たけし退院記者会見コント、たけし大学生時代に行ったスキー合宿の話　ほか
- 第180回:第4回東スポ映画大賞、新企画・漫才の哲人（タカ司会）
- 第181回:漫才の哲人（タカ司会）、料理の凡人　ほか
- 第182回:漫才の哲人（この回から枝豆司会）、料理の凡人　ほか
- 第183回:たけしが世界ふしぎ発見の解答者になりたいと発言、漫才の哲人　ほか
- 第184回:新企画 たけし軍団トークの達人、ハンダンズ初登場「見た目で判断するなー」、漫才の哲人　ほか
- 第185回:芸能人高額納税者番付の話、テレサ・テン急死の話（テレサ・テンは10人いた？ジョーク）、トークの達人、料理の凡人、軍団若手漫才予選会、漫才の哲人　ほか
- 第186回:軍団若手漫才予選会、枝豆のジュリー・オングの話、料理の凡人、漫才の哲人　ほか
- 第187回:ラッシャー板前が久々に登場、次週ビートきよしが登場する話、漫才の哲人、料理の凡人　ほか
- 第188回:漫才の哲人軍団若手予選会で北海ジャンジャン&なべやかんがたけしに突っ込まれまくる、ライスシャワーの話、ビートきよし漫才の哲人の司会で登場、義太夫と佐竹チョイナのトーク　ほか
- 第189回:漫才の哲人で松鶴家二郎次郎（ツービート）が再結成、井手がVシネマ主演した話、枝豆が語るたけしと鶴瓶の信頼関係、料理の凡人　ほか
- 第190回:ツービート今週は空たかし・きよしで登場、たけし軍団大喜利、タカが映画織部金次郎に出演した話　ほか
- 第191回:亀有復活、メジャーリーグで野茂が何故活躍できるのかについてトーク、漫才の哲人　ほか
- 第192回:枝豆&義太夫のトークの達人、亀有ブラザースこの週からコントと一緒になる、漫才の哲人、タカ出演のドラマ「鍵師」宣伝トーク
- 第193回:モルツCM野球チームが盛り上がってる話、タカがFNS系列局の女子アナと仕事してきた話、亀有コントでたけし「覚えてやがれ」お気に入りに、漫才の哲人　ほか
- 第194回:タカが車ぶつけられた話、亀有コント、漫才の哲人　ほか
- 第195回:タカが目撃した自転車立ち乗りしてた女子高生のスカート覗きこんだらタマキンがついてた話＆たけしと枝豆が足立区で見た190cmと140cmの二人組話、たけしと高田が知る昔のプロレス＆ボクシング話、亀有コント、漫才の哲人、先週タカが車ぶつけられた後の代車話　ほか
- 第196回:たけし軍団の出演CMのVTR大公開、亀有コント、漫才の哲人　ほか
- 第197回:たけしと枝豆の真夏の怪談話、中山ADがローラースケートでキュー出し、ビートきよし復活祭の裏話&キヨシの漫談披露、亀有コント、漫才の哲人　ほか
- 第198回:たけし軍団の出演CMのVTR大公開PART2、先週のローラースケート中山ADが今週で番組から外れる事に（なるほど!ザ・ワールドに異動）、亀有コント、漫才の哲人　ほか
- 第199回:たけしが語る戦後50年史 第1週、亀有コント、漫才の哲人　ほか
- 第200回:たけしが語る戦後50年史 第2週、元AD中山のニューヨークからキュー出しVTR、とある音楽ユニットにたけし毒舌トーク、亀有コント、漫才の哲人（ゲスト審査員:岩崎宏美）、ダンカンがドラマ「小石川の家」に出演した際に貰った森繁久彌のサインボール　ほか

### 第201回から最終回
- 第201回:たけしが語る戦後50年史 第3週、亀有コント、漫才の哲人　ほか
- 第202回:たけしが語る戦後50年史 第4週、たけしの付き人が北海ジャンジャンと似背大周になりたけし激怒、トッポライポが高田文夫お笑いゴールドラッシュで優勝した話、亀有コント、漫才の哲人　ほか
- 第203回:真田広之と葉月里緒奈の話、たけし新番組「万物創世紀」について、亀有コント、漫才の哲人　ほか（※この回は当時オウム真理教外報部長の上祐史浩逮捕の報道特別番組などの影響で予定時刻より90分遅れの放送。）
- 第204回:元AD中山がイースト社内からキュー出しVTR、たけし映画第6作目撮影中の森本レオ話、新弟子「釣り堀（後のスピークイージー）」初登場でネタ見せに躊躇していた時にたけしが「お前らホテル街か！」とツッコまれる、亀有コント、漫才の哲人　ほか
- 第205回:漫才の哲人出場権争奪若手ネタ見せ（釣り堀改めホテル街が初ネタ見せ）、かしまし建設が営業に行った時のVTR　ほか
- 第206回:新企画「ダメダメベスト10」弟子編、たけし出演番組編、かしまし建設の漫才　ほか
- 第207回:漫才の哲人出場権争奪ネタ見せ第2回、亀有でたけし何故かキーがズレる、ダンカンの芸能人サインボールトーク　ほか
- 第208回:北野ファンクラブ4大スポーツ大会　「ソフトボール」「卓球」編
- 第209回:北野ファンクラブ4大スポーツ大会　「ボーリング」「釣り」編
- 第210回:兼子ファンクラブ（番組冒頭の5分程度）、ビートキヨシについて皆で考える　ほか
- 第211回:たけし漫才の哲人収録中に布団で寝る、若手のネタ見せ　ほか
- 第212回:北野ファンクラブこの半年間をトーク&VTRで振り返る　ほか
- 第213回:1995年芸能人の恋愛&結婚報道をたけし流に振り返る、たけしがオートレースのCMに出たい宣言、万物創世紀が評判良い話　ほか
- 第214回:年忘れ漫才大会、タカが免許更新に行き笑える写真で怒られた話　ほか
- 第215回:1996年初回、ダンカンの爆笑免許証写真　ほか
- 第216回:三年ぶり三度目の神立スキーツアー　前編
- 第217回:三年ぶり三度目の神立スキーツアー　後編
- 第218回:横山やすし死去でたけしが芸人論や松本人志について語る、亀有、漫才の哲人　ほか
- 第219回:オールロケ企画前編　バレーボール、卓球
- 第220回:オールロケ企画後編　たけし高田の卓球対決、赤坂でパチンコ、ゲームセンターで遊ぶ　ほか
- 第221回:北野武監督5作品LDプレゼント企画、やっている人は楽しいけど見ている人はつまらない企画「ベーゴマ」「メンコ」、漫才の哲人　ほか
- 第222回:先週高視聴率だったやっている人は楽しいけど見ている人はつまらない企画「ビー玉」、漫才の哲人　ほか
- 第223回:現代の若者たちにたけし訓示、漫才の哲人、亀有　ほか
- 第224回:来週で番組終了発表、やっている人は楽しいけど見ている人はつまらない企画「石蹴り」、漫才の哲人、北野武監督LDプレゼント当選会　ほか
- 第225回:スペシャル7回と合わせて通算232回目で最終回。出演者＆スタッフが選ぶ「北野ファンクラブ私のベスト1」＆振り返りVTR、最後にたけしが浅草キッドフルコーラス熱唱

## ゲスト
- 大橋巨泉
- 逸見政孝
- ポール牧
- 所ジョージ
- 斉藤ノブ
- 忌野清志郎
- 宮沢りえ
- 蓮舫
- そのまんま東
- 松尾伴内
- B&B（島田洋七・島田洋八　漫才の哲人として登場）
- 岩崎宏美（漫才の哲人コーナー審査員）
- 大原麗子（平成ファンクラブ1992）
- 山田邦子（平成ファンクラブ1992）
- 玉置浩二（平成ファンクラブ1992）
- 尾崎亜美（平成ファンクラブ1993）
- 崔洋一（第3回東京スポーツ映画大賞　受賞者）
- 岸本加世子
- 泉ピン子（平成ファンクラブ1993）
- マイケル富岡
- 岡本夏生
- ルビー・モレノ（第3回東京スポーツ映画大賞　受賞者）
- 国舞亜矢（第3回東京スポーツ映画大賞　受賞者）
- 水野晴郎（第4回東京スポーツ映画大賞　審査委員）
- 西田和昭（ぼんちゃん・第4回東京スポーツ映画大賞　受賞者）
- 斉藤慶子（第4回東京スポーツ映画大賞　受賞者）
- 高岡早紀（第4回東京スポーツ映画大賞　受賞者）
- 奥田瑛二（第4回東京スポーツ映画大賞　受賞者）
- 北林谷栄（第1回東京スポーツ映画大賞　受賞者）
- 内田裕也（第2回東京スポーツ映画大賞　受賞者）
- 立川談志（ダンカンの元師匠、たけし・高田の師匠でもある。ダンカンは談志の前で落語立川流Aコースを自主退会後（破門はされておらず、後に芸能人枠のBコースに再入門している）久方ぶりに落語を演じ、大いにけなされる）
- チャンバラトリオ
- 若人あきら夫婦
- モト冬樹
- 布施辰徳
- 山口美江
- 麻木久仁子
- 橋本志穂
- ファンキー佐藤
- 林家ペー
- 林家パー子
- 志茂田景樹
- オスマン・サンコン
- 松村邦洋
- 大川興業※江頭2:50は大川興業としてでなく、コンビ「男同志」として出演。
- アゴ勇
- 桜金造
- ポップコーン
- キャイ〜ン
- 日景忠男
- 一輪車サラリーマン
  - たけしが車で移動中、東郷神社付近で七三分けに三つ揃えのスーツ姿に革靴で一輪車に乗る謎の紳士を偶然目撃しフリートークで語った。その次の回に、一緒に目撃した宮沢りえも証言した。しかし誰も実在を信じず、視聴者に情報提供を求めたところ、実は一輪車協会の会長で、一輪車のPRを兼ねて普段から乗っていたものだった。その後、番組にゲストとして来た際スタジオ入場時も一輪車で登場した。
- その他一般参加者

## 出演者
- ビートたけし（1994年8月 - 1995年2月までバイク事故入院・療養の為、休演）
- 高田文夫（屋形船ツアーとたけしのハリウッド映画L.A別荘での番組収録、たけしカナダトロントお見送り壮行会のみ休演）
- 島田洋七（レギュラー第42回 B&BEAT結成から1993年11月までレギュラー出演。第39回と第41回はゲスト出演）
- 太平サブロー（レギュラー第96回 B・B・KING結成から1993年11月までレギュラー出演。SP7の有楽町ライブSP時は控え室内トークに参加）
- ガダルカナル・タカ（1993年6月頃 結石で療養の為、休演。また他番組の仕事で欠席あり ※第121・122回など）
- つまみ枝豆（L.A.別荘での収録のみ未参加）
- ダンカン（1994年2月頃 入院の為、休演）
- 井手らっきょ（1991年7月頃 喘息入院の為、休演）
- グレート義太夫（レギュラー第6回から出演。時々病気療養の為休演）
- ラッシャー板前（レギュラー第17回から時々出演）
- 柳ユーレイ（レギュラー第23回から数回のみ出演）
- 水道橋博士（1993年まで出演 たけし休養中は2度出演）
- 玉袋筋太郎（1993年まで出演 たけし休養中は1度出演）
- 秋山見学者（1995年まで出演）
- 佐竹チョイナ²（1995年まで出演　1994年までは佐竹₂チョイナと表記）
- ノーカット星（1995年まで出演）
- チェン（1991年2月13日初回90分のみ出演）
- 雨空トッポ（雨空ライポと共に営業等で収録未参加あり）
- 雨空ライポ（1992年12月 - 1993年1月 肝炎入院の為、休演）
- なべやかん（1991年6月14日レギュラー第9回 マスメディア初登場 以降レギュラー出演）
- 谷体調（レギュラー第18回から）
- 負古太郎（レギュラー第14回から）
- 北海ジャンジャン（レギュラー第14回から ※佐竹チョイナ²の弟子）
- 頭突王（1993年 - 1994年）
- 似背大周（1993年以降　※後に雨ガッパと改名）
- トカレフ林（1995年以降）
- 無法松（1995年以降）
- お宮の松（1995年以降）
- ガンビーノ小林（1995年以降　※初登場時コンビ名は釣り堀改めホテル街）
- アル北郷（1995年以降　※初登場時コンビ名は釣り堀改めホテル街）
- 原田（1995年以降　※初登場時コンビ名は釣り堀改めホテル街）
- ショー小菅（1995年以降・初登場時は雨ガッパの相方）
- 太田コースケ（1995年以降　※たけしバイク事故復帰後からコントコーナー等で出演）
- 大富士（1991年3月6日のみ）
- 相沢千賀子（レギュラー第1回 - 第37回まで）
- デビル・ガールズ（レギュラー第93回以降）
- ヒカワユウコ（1991年3月6日のみ）
- 広田有美（レギュラー第158回・第162回 - 第172回 北野カルトQのアシスタント）
- 服部幸應（1994年10月 - 1995年・北野ナンパクッキング→料理の凡人の審査委員長）
- ビートキヨシ（レギュラー第188回 漫才の哲人以降 - 最終回　たけし休養中は2回ゲスト出演）
- その他、たけし休養中は企画内容によってフジテレビアナウンサーが色々と出演した。
- ナレーター：槇大輔（レギュラー第5回 - 第70回・第161回の四国八十八か所巡礼の旅・ビデオ会報1&2のナレーション）

## 歴代スタッフ
- 企画★北野武 ／ 鈴木哲夫（フジテレビ）、高橋松徳（フジテレビ・中期まで）
- 構成★ダンカン、橋カツヒロ（現:橋克弘・初回〜1992年夏まで）、そーたに（初回〜1993年末）、おちまさと（初回〜1993年末・1992年8月までは越智真人 表記）／ 小泉せつ子（初期途中から）、竹内きよのり（1993年初夏から）
- ナレーター★槇大輔
- 技術★水越行夫、吉田勝美（初期）→ 小山内義紀
- カメラ★松岡良治、秋庭秀行（初期）→ 林泰雄、野村和彦、早川征典、近藤弘志（ロケ撮影）、谷下辰郎（ロケ撮影）、原淑浩（ロケ撮影）
- 照明★ティエルシー（金子信男、斉藤由紀夫、矢作和彦、永田泰二）、平野耕一（ロケ照明）
- 音声★入佐隆、鈴木一長、赤沼一男、八木岡清（ロケ音声）→ 門田晃（末期）
- ＶＥ★山川啓一、池田健二、赤松比呂志（初期）→ 大和田謙一、曽根田三男、木部伸一郎、望月浩二郎（ロケ映像調整）→ 吉永明久（末期）
- ＶＴＲ★石河修一（初期は石川修一 表記）→ 堀部潤 → 原田安朗 → 柴崎正一、伊沢和幸
- 音効★有馬克己（東京サウンド企画 → GYRO　初期途中までは音響★有馬克巳 表記）
- ＥＥＤ (初期は編集表記)★井戸清（VISUALBAY）
- ＭＡ★豊田浩（RVC）→ 浅川広巳（BULL）、小田嶋洋（TAMCO）、山下知康（TAMCO）→ 大江善保（ビームテレビセンター・大江義保 表記回あり）→ 宇野雅史（VISUALBAY・後期）
- ＴＫ★今泉暢子（MEN'S）
- デザイン★金子俊彦
- 美術制作★丸山覚、高松浩則（初期から中期）
- 美術進行 (他番組での小道具装飾と同役割)★菊地誠（初期は菊地真 表記）、伊藤則久（初期のみ）、東山浩美（末期）
- 大道具★青沼哲雄
- 小道具 (初期のみ)★竹内秀和
- 黒板イラスト★ダンカン、グレート義太夫（初期の途中から）、たけし軍団若手
- 衣裳★高野知子
- メイク★ユミビュアクス（中期まで）、三上美奈 → アーツ（中期以降）、山本司朋
- 技術協力★東通、VISUALBAY（ヴィジュアルベイ）、RVC（六本木ビデオセンター）[注 31]、BULL、TAMCO、ビームテレビセンター、東京サウンド企画（1994年10月からGYRO　現:スカイウォーカー）／ 八峯テレビ技術（SP2と平成ファンクラブのみ）
- 美術協力★アックス
- 企画 (初期は企画協力)★オフィス北野
- 協力★MEN'S
- 音楽協力★小池秀彦（ビクター音楽産業・1993年6月から）
- 資料協力★東京スポーツ新聞社
- 収録スタジオ★渋谷ビデオスタジオ
- 取材(撮影)協力★ニッポン放送、神立高原スキー場、スポーリア湯沢、新宿シアターモリエール、船の科学館、有楽町マリオン、L.A.イースト、服部栄養専門学校、神宮外苑野球場、田町ハイレーン、市ヶ谷フィッシングセンター、エスパス赤坂見附店 ほか
- 衣裳協力★ジャパーナ (神立スキーツアー時)、ASICS (末期のスポーツ企画時)
- 広報★森隆志（フジテレビ）
- 編成★小川晋一（フジテレビ・末期）※鈴木哲夫の報道部異動による引き継ぎ。
- ＡＤ (スタッフロール表記なし)★中山高嘉（ローラースケートで滑りながらカウントキュー出しした）、笠原裕明、藤保修一 ほか
- プロデューサー★吉田宏（イースト）、梅本満（イースト）／ 河合徹（フジテレビ・中期から後期）→ 斎藤秋水（フジテレビ・末期）
- ディレクター (中期まで)★永山謙二（イースト・初期）→ 芳住昌之（イースト・中期）、森本正直（MEN'S・初回から中期）、吉野宏樹（MEN'S・初回90分のみ）
- 演出★つきざわけんじ（MEN'S）
- 制作★イースト、フジテレビ

ビデオ会報では、企画★吉田宏、プロデューサー★高橋松徳（フジテレビ）と入れ替わりになっている。
- ビデオ企画★岡 正（フジテレビ）、稲葉久美（フジテレビ）

### たけし大全集'94スタッフ
- 企画★鈴木哲夫（フジテレビ）
- 構成★岩立良作
- 技術★谷下辰郎（東通）
- ＥＥＤ★井戸清（VISUALBAY）
- ＭＡ★宇野雅史（VISUALBAY）
- 音効★有馬克己（GYRO）
- ＴＫ★今泉暢子（MEN'S）
- 美術★丸山覚（アックス）
- 技術協力★東通、VISUALBAY（ヴィジュアルベイ）、GYRO（ジャイロ）
- 美術協力★アックス
- 企画協力★オフィス北野
- 協力★MEN'S
- 広報★森隆志（フジテレビ）
- プロデューサー★吉田宏（イースト）、梅本満（イースト）／ 河合徹（フジテレビ）
- 演出★つきざわけんじ（MEN'S）
- 制作★イースト、フジテレビ

## 関連書籍
- 北野ファンクラブ（1992年5月30日初版発行、監修 - 北野武、編著 - 高田文夫、フジテレビ出版）

## 放送時間
レギュラー化された1991年4月13日以降。いずれもフジテレビの時間帯とする（出典：）。
| 放送期間   | 放送期間   | 放送時間（日本時間）               | 備考      |
| ---------- | ---------- | ---------------------------------- | --------- |
| 1991.04.13 | 1993.03.20 | 土曜 1:25 - 2:25（60分、金曜深夜） |           |
| 1993.04.10 | 1995.09.16 | 土曜 1:30 - 2:30（60分、金曜深夜） | [ 注 32 ] |
| 1995.10.14 | 1996.03.23 | 土曜 1:35 - 2:35（60分、金曜深夜） | [ 注 33 ] |

## ネット局
- フジテレビ（制作局)
- 北海道文化放送（遅れネット）
- 青森テレビ（TBS系列、遅れネット）
- 岩手めんこいテレビ（遅れネット、1994年3月打ち切り）
- 山形テレビ（金曜深夜に遅れネット、1993年3月にテレビ朝日系へのネットチェンジのため打ち切り）
- 福島テレビ（遅れネット）
- 新潟総合テレビ（水曜深夜に遅れネット）
- 長野放送（後期のみ）
- 富山テレビ（土曜 1:50 - 2:45に遅れネット[12]、途中打ち切り）
- サンテレビ（独立局）
- KBS京都（独立局）
- テレビ和歌山（独立局、土曜深夜に遅れネット）
- テレビ新広島（同時ネット、ただし、中断時期あり）
- テレビ愛媛（水曜深夜に遅れネット）
- テレビ西日本（1991年10月からネット開始）
- サガテレビ
- テレビ長崎（1991年10月からネット開始）
- テレビ熊本
- テレビ大分 (NNN • NNSとのクロスネット局、木曜深夜に遅れネット)